# Nadezhda Lyubimova
Pour les articles homonymes, voir Lioubimov.
Nadezhda Yurievna Lyubimova (russe : Надежда Юрьевна Любимова), née le 28 décembre 1959, est une ancienne rameuse soviétique. Elle est médaillée d'argent aux Jeux de 1980.

## Carrière
Membre de l'équipe soviétique lors des Jeux olympiques d'été de 1980, elle remporte une médaille d'argent en quatre de couple.

## Palmarès
- Jeux olympiques d'été de 1980 à Moscou ( Union soviétique) :
  -  médaille d'argent en quatre de couple